# Eunidia griseitarsis
Eunidia griseitarsis är en skalbaggsart som beskrevs av Stefan von Breuning 1970. Eunidia griseitarsis ingår i släktet Eunidia och familjen långhorningar. Inga underarter finns listade i Catalogue of Life.